# Скрипаї
Скрипаї́ — село в Україні, у Слобожанській міській громаді Чугуївського району Харківської області. Населення становить 1287 осіб. Колишній орган місцевого самоврядування — Скрипаївська сільська рада.

## Географія
Село Скрипаї знаходиться на березі річки Гнилиця ІІ, за 3,5 км від місця впадання її в річку Сіверський Донець, вище за течією примикає до села Стара Гнилиця. На відстані 2 км знаходиться залізнична станція Скрипалі (Платформа 13 км). До села примикає великий лісовий масив (сосна). У селі балка Яр Коряків впадає у річку Гнилицю.

## Історія
Село засноване в 1647 році.
За даними на 1864 рік у казеному селі Шелудківської волості Зміївського повіту, мешкало 2225 осіб (1216 чоловічої статі та 1009 — жіночої), налічувалось 524 дворових господарств, існувала православна церква.
Станом на 1914 рік кількість мешканців зросла до 4158 осіб.
Село постраждало внаслідок геноциду українського народу, вчиненого урядом СССР у 1932—1933 роках, кількість встановлених жертв у Скрипаях і Мохначі — 853 людей.

## Економіка
- Молочно-товарна ферма, машинно-тракторні майстерні.
- Теплиці.
- Навчально-дослідний лісгосп Харківського національного аграрного університету ім. В. В. Докучаєва.
- Приватне сільськогосподарське підприємство «Скрипаї».

## Об'єкти соціальної сфери
- Школа.
- Клуб.
- Амбулаторія сімейної медицини.
- Спортивно-оздоровчий табір «Берізка».
- База відпочинку «Відрада».

## Пам'ятки
- Державний лісовий заказник «Скрипаївський».
- Церква Вознесіння Господнього

## Відомі люди

### Народилися
- Пасько Микола Федорович — радянський військовий льотчик, в роки Другої світової війни — командир ескадрильї 28-го гвардійського винищувального авіаційного полку, гвардії старший лейтенант. Герой Радянського Союзу (1945).